# Alfredo Borgnia
Alfredo Borgnia (Olivera, partido de Luján, provincia de Buenos Aires, 17 de abril de 1919 - ?) fue un jugador de fútbol argentino que jugaba como delantero, más precisamente como entreala derecho (también llamado insider derecho).

## Biografía

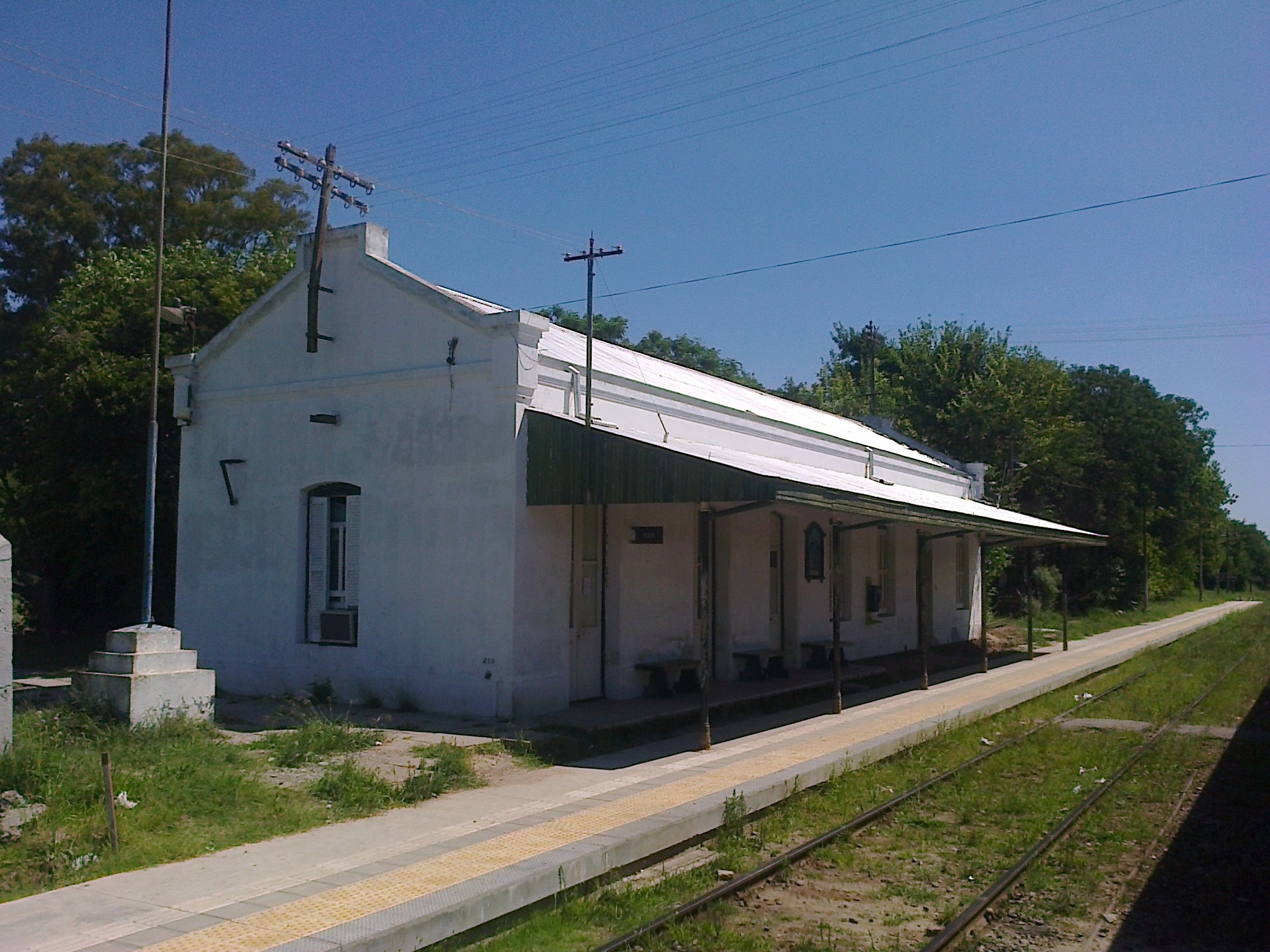
Estación Olivera del actual Ferrocarril Sarmiento, de la cual era jefe de estación el padre de Alfredo Borgnia en épocas del Ferrocarril Oeste.

El padre de Alfredo Borgnia era el jefe de la estación Olivera, del Ferrocarril Oeste de Buenos Aires (actual Ferrocarril Sarmiento). Vivían en Castelar. Desde chico Alfredo Borgnia jugó con Juan Maril en un equipo juvenil de Morón llamado Coronel Brandsen, cuyo técnico era el padre de Maril y donde también jugaron Salvador Grecco y Alberto Lijé. Procedente de dicho club juvenil, se incorporó en la sexta división al Club Ferro Carril Oeste, del barrio de Caballito, en la ciudad de Buenos Aires, junto con Juan Maril y Alberto Lijé. Siendo niño conoció junto a su padre a Américo Tesoriere, al que reconoció por sus fotos.
Con Ferro debutó en Primera División en 1937, año en que jugó 27 partidos y marcó 12 goles. Dicho año fue parte de la delantera más goleadora en la historia del club, con 78 goles en 18 jornadas. Esta delantera histórica, bautizada La Pandilla o Los Cinco Mosqueteros, estaba compuesta además de por el propio Borgnia, por Juan José Maril (1918-1971), Jaime Sarlanga (1916-1966), Bernardo José Gandulla (1916-1999) y Raúl Florio Emeal (1916-1999).
Esta histórica delantera inspiró el tango El Expreso del Oeste.

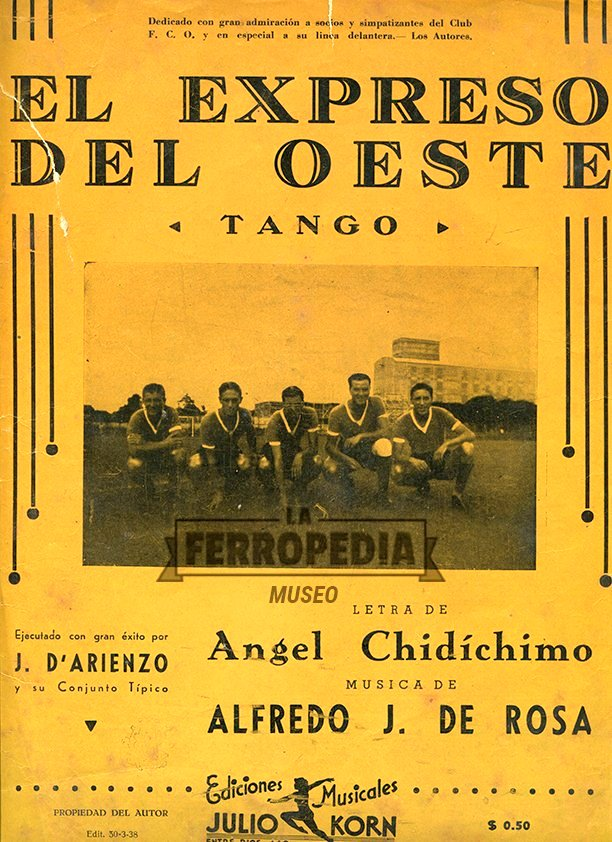
El Expreso del Oeste, tango homenaje a los Cinco Mosqueteros, con letra de Ángel Chidíchimo y música de Alfredo J. de Rosa, que fue ejecutado por la orquesta típica de Juan D'Arienzo, el llamado Rey del Compás.

.

(...) Con esos pebetes no hay nada que hacerle
Ninguna defensa los puede parar,
Con Maril y Borgnia, al centro Sarlanga
La pareja izquierda, Gandulla-Emeal.
Son ases entre los ases
En el arte de jugar,
Que dominan la redonda
Con clase fenomenal. (...)

En su primera etapa en el club, entre 1937 y 1940 inclusive, con Ferro siempre en Primera División, jugó 117 partidos y marcó 45 goles.
En 1939 fue el goleador del equipo, con 11 goles en 31 partidos.
Entre 1941 y 1944 inclusive jugó en el Club Atlético San Lorenzo de Almagro, que compró su pase por 30 000 pesos moneda nacional. El 11 de mayo de 1941, antes de jugar por San Lorenzo contra Ferro, los directivos de Ferro lo homenajearon con una medalla de oro. Para San Lorenzo jugó un total de 90 partidos y convirtió 40 goles. Fue el goleador de la Copa Adrián C. Escobar 1942, con 2 tantos y ganó con el equipo azulgrana la Copa de la República 1943.
En 1943, asimismo, jugó dos partidos para la selección argentina de fútbol, ante Paraguay, por la Copa Chevallier Boutell. Ambos encuentros se disputaron en Asunción. Argentina ganó el primero por 5 a 2 y perdió el segundo por 1 a 2, por lo que fue campeón de esa edición de la copa. Borgnia no convirtió goles en esos dos partidos.
El 23 de diciembre de 1944 jugó un partido amistoso a prueba para Nacional de Montevideo, en el triunfo del conjunto uruguayo ante el Fluminense brasileño por 4 a 2, con un gol de Borgnia.
En su segunda etapa en Ferro, entre 1945 y 1947, jugó 53 partidos y marcó 17 goles. Disputó la Primera División B, la Copa de la República y la Copa Británica.
Sumando sus dos etapas en Ferro, jugó 170 partidos y marcó 62 goles.
También jugó para San Lorenzo de Mar del Plata, en la liga local, donde a la vez fue director técnico. Llegó al club en 1952 con San Lorenzo en Primera B de la liga local y jugó durante nueve años, pasando los cuarenta. Convirtió más de un centenar de goles y fue líder del equipo que consiguió el ascenso de 1956.
Tras su retiro, tuvo un local de Lotería de la Provincia en Mar del Plata y fue también dueño de un hotel llamado Limay.
El 8 de marzo de 1961, la revista El Gráfico reunió para una nota, después de más de veinte años, a los Cinco Mosqueteros.
Fue entrenador del Club Deportivo Morón en la década de 1960.

## Trayectoria
| Equipo                                                      | Temporadas | Partidos    | Goles      | Promedio    |
| ----------------------------------------------------------- | ---------- | ----------- | ---------- | ----------- |
| Club Ferro Carril Oeste                                     | 1937-1940  | 170         | 62         | 0,36        |
| Club Atlético San Lorenzo de Almagro                        | 1941-1944  | 90          | 40         | 0,44        |
| Selección Argentina                                         | 1943       | 2           | 0          | 0           |
| Nacional                                                    | 1944       | 1           | 1          | 1           |
| Club Ferro Carril Oeste                                     | 1945-1947  | 53          | 17         | 0,32        |
| San Lorenzo de Mar del Plata                                | 1952-1961  | Desconocido | Más de 100 | Desconocido |
| Total en su carrera sin contar San Lorenzo de Mar del Plata | 1937-1947  | 263         | 103        | 0,39        |

## Palmarés

### Campeonatos nacionales
| Título               | Club        | País      | Año  |
| -------------------- | ----------- | --------- | ---- |
| Copa de la República | San Lorenzo | Argentina | 1943 |

### Copas internacionales
| Título                       | Sede     | Equipo              | Año  |
| ---------------------------- | -------- | ------------------- | ---- |
| Copa Rosa Chevallier Boutell | Paraguay | Selección argentina | 1943 |